# Pseudocrossidium apiculatum
Pseudocrossidium apiculatum är en bladmossart som beskrevs av Robert Statham Williams 1915. Pseudocrossidium apiculatum ingår i släktet rullmossor, och familjen Pottiaceae. Inga underarter finns listade i Catalogue of Life.